# Wilhelm Schneider (Politiker, 1915)
Wilhelm „Willi“ Schneider (* 19. Juni 1915 in München; † 10. Mai 2003 in Ingolstadt) war ein deutscher Politiker (SPD).

## Leben
Schneider wuchs in Jetzendorf im Landkreis Pfaffenhofen auf. Dort besuchte er auch die Volksschule, ehe er an der Oberrealschule in Ingolstadt sein Abitur machte. Nach einer Phase im Arbeitsdienst studierte er an einer Hochschule in München und vollbrachte seinen Vorbereitungsdienst in Aichach. Zum 1. Mai 1937 trat er der NSDAP bei. 1941 wurde er an der Verbandsberufsschule Ingolstadt angestellt. Zum Ende des Zweiten Weltkrieges zog man ihn zum Wehrdienst ein. 1946 wurde er stellvertretender Leiter der Berufsschule mit Aufbauschule, 1967 deren Direktor später noch Oberstudiendirektor. Für eine kurze Zeit war er auch ehrenamtlicher Leiter der Volkshochschule und Gründungsvorsitzender der Theatergemeinde Volksbühne Ingolstadt. Bei der SPD war er Vorsitzender des Unterbezirks Donau/Ilm und gehörte dem Landesausschuss an. Von 1956 bis 1967 war er Mitglied des Stadtrats, von 1966 bis 1974 Mitglied des Bayerischen Landtags.